# Бектурганов, Серик Чингисович
Серик Чингисович Бектурганов (каз. Серік Шыңғысұлы Бектұрғанов, род. 11 июня 1957 года, Атасу, Жанааркинский район, Джезказганская область, Казахская ССР, СССР) — казахстанский государственный деятель, депутат сената парламента Казахстана (2014—2020).

## Биография
В 1979 году окончил Карагандинский государственный университет по специальности преподаватель физики.
1979 г. — преподаватель Рудненского индустриального института.
1981—1991 гг. — секретарь комитета комсомола строительного техникума, заведующий отделом Кустанайского горкома ЛКСМК, преподаватель техникума, второй, первый секретарь горкома ЛКСМК.
1991—1995 гг. — заместитель председателя, председатель государственно-общественной ассоциации «Социальная служба молодёжи города Кустаная».
1995—1997 — заместитель главы администрации, акима города Кустаная.
Май 1997 — декабрь 2001 г. — заместитель акима Костанайской области.
Февраль 2002 — июль 2005 г. — коммерческий директор фирмы «Стомед».
Июль — сентябрь 2005 года — начальник территориального управления агентства Республики Казахстан по делам государственной службы по Костанайской области — председатель дисциплинарного совета в Костанайской области.
Сентябрь 2005 — сентябрь 2014 г. — заместитель акима Костанайской области.
Октября 2014—2020 г. — депутат сената парламента Казахстана от Костанайской области.

## Награды
- Медаль «Астана» (1998)
- Медаль «10 лет независимости Республики Казахстан» (2001)
- Нагрудный знак «Отличник образования Республики Казахстан» (2000)
- Медаль «За укрепление парламентского сотрудничества» (21 ноября 2019 года, Межпарламентская ассамблея СНГ) — за особый вклад в развитие парламентаризма, укрепление демократии, обеспечение прав и свобод граждан в государствах — участниках Содружества Независимых Государств[3][4]
- Памятный знак «МПА СНГ. 25 лет» (27 марта 2017 года, Межпарламентская ассамблея СНГ) — за содействие в деятельности Межпарламентской Ассамблеи и её органов[5]
- Почётная грамота Совета МПА СНГ (13 октября 2017 года, Межпарламентская ассамблея СНГ) — за активное участие в деятельности Межпарламентской Ассамблеи и её органов, вклад в укрепление дружбы между народами государств — участников Содружества Независимых Государств[6]